# Śluzak rzekomy otrzewnej

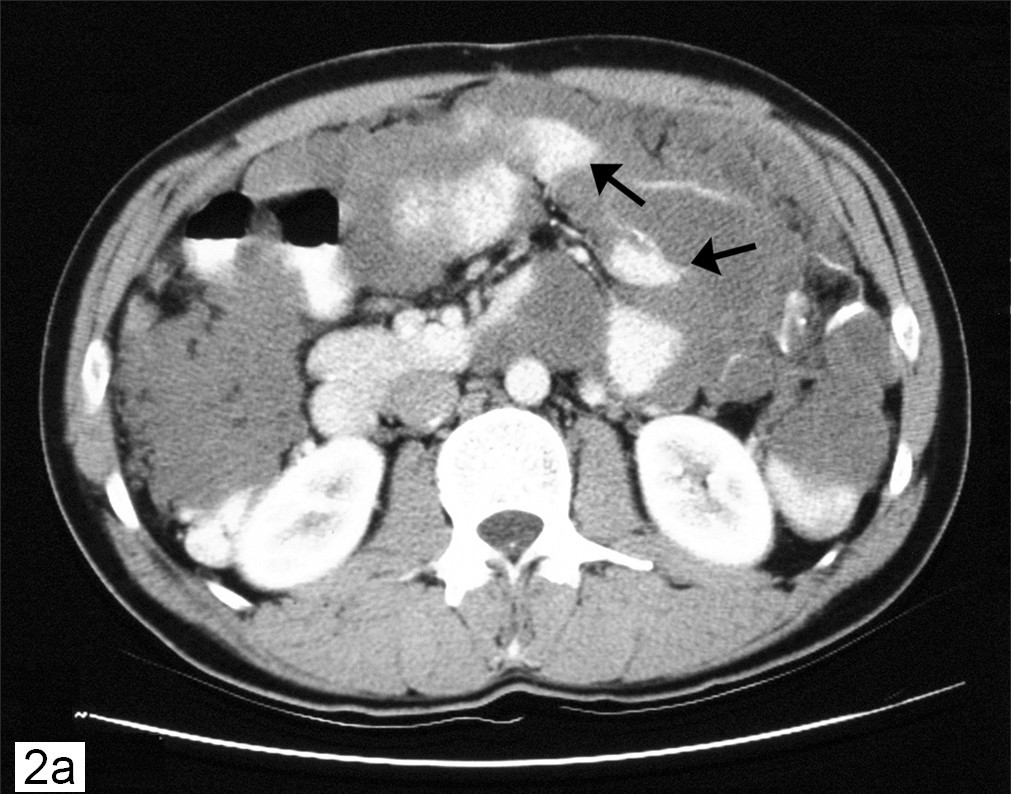
Obraz śluzaka rzekomego otrzewnej w tomografii komputerowej. Strzałki wskazują patologiczne masy w jamie otrzewnej

Śluzak rzekomy otrzewnej (łac. pseudomyxoma peritonei, ang. pseudomyxoma peritonei, PMP) – rzadko występujący, nietypowy nowotwór, charakteryzujący się dużą ilością śluzowej i galaretowatej treści w jamie otrzewnej.

## Epidemiologia
Śluzak rzekomy otrzewnej jest rzadkim nowotworem. Występuje 2 razy częściej u mężczyzn. W 30% przypadków stwierdza się śluzowy guz jajnika, w 10% stan przebiega razem z zapaleniem wyrostka robaczkowego.

## Etiologia
Histiogeneza PMP jest kontrowersyjna. W przeciwieństwie do większości nowotworów, śluzak rzekomy otrzewnej nie przerzutuje ani drogą naczyń krwionośnych, ani chłonnych. W około 60% przypadków PMP spotyka się pierwotny guz w wyrostku robaczkowym, a zmiany w otrzewnej następują, gdy komórki śluzotwórcze przedostaną się do jamy otrzewnej wskutek pęknięcia pierwotnego guza. Nie jest do końca wyjaśnione, czy jajnik też może być punktem wyjścia nowotworu, czy też zajęty jest wtórnie: część autorów uważa, że śluzowe guzy jajnika i wyrostka robaczkowego są niezależnymi ogniskami pierwotnymi. Śluzak rzekomy otrzewnej może też wystąpić w przebiegu śluzowych nowotworów trzustki i dróg żółciowych.

## Obraz histologiczny
Mikroskopowo stwierdza się pola śluzu z komórkami międzybłonka, zmiany włókniste, fragmenty nabłonka śluzotwórczego bez cech atypii. Najczęstszym typem histologicznym śluzaka jest adenomucinosis peritonealis disseminata.

## Objawy i przebieg
Objawy są zróżnicowane w zależności od tego, z jaką patologią śluzak jest związany. Najczęstszymi objawami są:
- objawy dyspeptyczne
- ból brzucha
- zwiększenie obwodu brzucha
- przepuklina
- niepłodność
- wzdęcia.

## Powikłania
- niedrożność jelit
- zapalenie otrzewnej.
- powikłania metaboliczne skutkujące kacheksją (wyniszczeniem)
- choroba może prowadzić do śmierci

## Diagnostyka
Badaniem obrazowym wskazanym w diagnostyce PMP jest tomografia komputerowa. Niezbędna jest  biopsja i badanie histopatologiczne.

## Leczenie
Wyróżnia się różne metody leczenia śluzaka rzekomego otrzewnej, które stosuje się w zależności od postaci śluzaka:
- Ciągły nadzór nad pacjentem - jeśli nie występują powikłania zagrażające życiu, pacjent nie musi być operowany. Jednak zdarza się to ekstremalnie rzadko.
- Leczenie chirurgiczne - polega na usunięciu możliwie jak największej masy guza. Zwykle wiąże się z koniecznością usunięcia macicy i jajników oraz sieci komórek produkujących śluz, a także wycięcia prawej części jelita grubego.
- Metoda całkowitej cytoredukcji - polega na usunięciu lub zniszczeniu wszystkich widocznych zmian chorobowych. Na całkowitą cytoredukcję składa się: całkowite usunięcie guza wycięcie prawej części jelita grubego usunięcie sieci większej i mniejszej usunięcie śledziony, pęcherzyka żółciowego, otrzewnej ściennej, macicy, jajników usunięcie zmian na powierzchni wątroby w niektórych przypadkach również usunięcie odbytnicy

Po całkowitej cytoredukcji zaleca się chemioterapię dootrzewnową w hipertermii (Hyperthermic Intraperitoneal Chemoterapy - HIPC). Bezpośrednio na otrzewną i narządy jamy brzusznej podawany jest płyn z lekami przeciwnowotworowymi (cytostatykami), podgrzany do temperatury 42 st. C. Leki przeciwnowotworowe są podawane bezpośrednio do otrzewnej, ponieważ nie potrafią przeniknąć przez barierę krew-otrzewna.